# Monte Vsevidof
Il Monte Vsevidof è uno stratovulcano simmetrico posto nella parte sud-occidentale dell'isola di Umnak, nelle Aleutine. 
La sommità è costituita da un cratere di circa 1.2 km di diametro ricoperto da ghiacciai che scendono anche sui lati Nord ed Est che solcano i fianchi del vulcano con profondi canyon fino a 120 m.
Sul fianco occidentale è presente una catena di coni di scorie sotto quota 1220 m dalle cui fratture sono uscite alcune colate laviche.